# Aphrodisiac
Aphrodisiac är en musiksingel framförd av den grek-cypriotiska sångerskan Eleftheria Eleftheriou och var Greklands bidrag i Eurovision Song Contest 2012. Låten är skriven av Dimitris Stassos, Mikaela Stenström och Dajana Lööf. Den 12 mars 2012 vann Eleftheriou med låten i Greklands nationella uttagningsfinal mot tre andra bidrag efter en omröstning med 50% telefonröster och 50% jury. Singeln släpptes den 5 mars tillsammans med de övriga bidragen i den nationella uttagningen. Låten framfördes i den första semifinalen den 22 maj. Bidragets startnummer var 3. Det tog sig vidare till finalen som hölls den 26 maj. Där startade bidraget som nummer 16 och hamnade på 17:e plats med 64 poäng, en enda poäng efter både Cypern och Ukraina.

## Versioner
1. "Aphrodisiac" (Eurovisionversion) – 2:59[3]
2. "Aphrodisiac" (Karaokeversion) – 2:58[8]

## Listplaceringar
| Lista (2012) | Topplacering |
| ------------ | ------------ |
| Belgien      | 80           |
| Grekland     | 4            |